# Нормана (Тексас)
Нормана (енгл. Normanna) насељено је место без административног статуса у америчкој савезној држави Тексас.

## Демографија
По попису из 2010. године број становника је 113, што је 8 (-6,6%) становника мање него 2000. године.
| Група             | 2000.      | 2010.      |
| Белци             | 64 (52,9%) | 53 (46,9%) |
| Афроамериканци    | 5 (4,1%)   | 3 (2,7%)   |
| Азијати           | 0 (0,0%)   | 0 (0,0%)   |
| Хиспаноамериканци | 52 (43,0%) | 55 (48,7%) |
| Укупно            | 121        | 113        |